# Zethus magnus
Zethus magnus är en stekelart som beskrevs av Henri Saussure 1852. Zethus magnus ingår i släktet Zethus och familjen Eumenidae. Inga underarter finns listade i Catalogue of Life.